# Máté Tóth
Máté Tóth (Szombathely, 20 giugno 1998) è un calciatore ungherese, centrocampista del Békéscsaba.

## Caratteristiche tecniche
È un centrocampista centrale.

## Carriera
Cresciuto nel settore giovanile dell'Haladás, ha esordito in prima squadra il 7 agosto 2016 disputando l'incontro di Nemzeti Bajnokság I vinto 2-0 contro l'MTK Budapest. Il 17 luglio 2018 è stato ceduto in prestito al Mezőkövesd-Zsóry che al termine della stagione lo ha acquistato a titolo definitivo.